# Bistum Gualdo Tadino

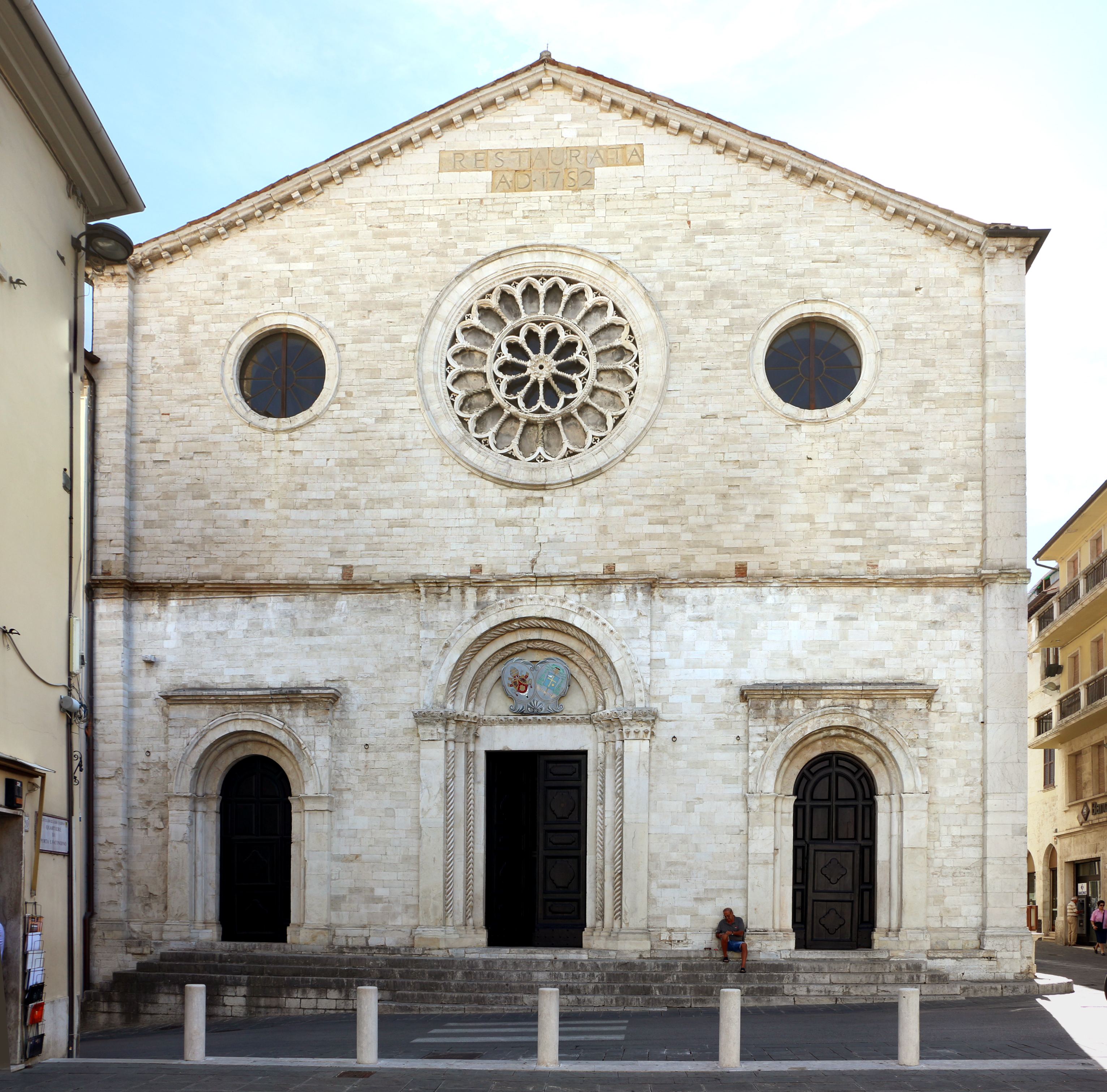
Kathedrale San Benedetto in Gualto Tadino

                                                                                                                                                                                                                                                          Das in Italien gelegene ehemalige Bistum Gualdo Tadino (lat. Tadinensis) wurde im 5. Jahrhundert begründet und gehörte der Kirchenprovinz Perugia an. Bereits seit dem 11. Jahrhundert vakant, wurde es am 2. Januar 1915 mit dem Bistum Nocera Umbra vereinigt und damit aufgelöst.